# Фоджаха
Фоджаха (эль-фукаха, эль-фогаха; El Fogaha, Al-Fojaha, Elfoqaha) — один из берберских языков в центре Ливии. В 1960-е годы на нём говорило незначительное число носителей, в настоящее время о нём нет никаких сведений, весьма вероятно, что он уже вымер . Был распространён в селении Эль-Фукаха, расположенном в центре муниципалитета Эль-Джофра (Феццан).